# Vanqor
A Vanqor a Csillagok háborúja elképzelt univerzumának egyik bolygója.

## Leírása
A Külső Peremben található Uziel rendszerben helyezkedik el. A Sertar szektorban R-5 elhelyezkedő bolygó körül 2 vörös színű hold kering. Felszínét sivatagok, kanyonok és fennsíkok borítják. Légköre lélegezhető. Az Uziel csillag körül forgó bolygók közül Vanqor a legnagyobb. A bolygó 6 parszek távolságra van a Florrum bolygótól.
A legismertebb őshonos élőlénye a gundark. Az emberek betelepülésével a Vanqor a Galaktikus Köztársaság része lett. Mivel emberek lakják, a hivatalos beszélt nyelv a galaktikus közös nyelv.

## Történelme
A Vanqor bolygón Obi-Wan Kenobi küldetése során, amiben tűzszünetet igyekezett elérni valamikor a Geonosisi csata előtti időszakban, véletlenül egy csapat gundarkba botlik. Szoros helyzetéből tanítványa, Anakin Skywalker menti ki.

## Megjelenése a filmekben, könyvekben
Ezen a bolygón történik a „Star Wars: A klónok háborúja” című televíziós sorozat első évadának 11. részének, valamint a második évad 20. és 21. részeinek a cselekménye.
A „Jedi Quest: The Moment of Truth” című regényben is szó van a bolygóról.